# Seznam silnic v Chorvatsku

Označení chorvatských státních silnic (silnice D28)

Toto je seznam silnic v Chorvatsku. Nejsou zde uvedeny dálnice, ty jsou uvedeny v samostatném seznamu.
Silnice se v Chorvatsku jsou označovány následujícím způsobem:
- A – z chorvatského autocesta, dálnice
- B – z chorvatského brza cesta, rychlostní silnice
- D – z chorvatského državna cesta, státní silnice, silnice I. třídy
- Ž – z chorvatského županijska cesta, župní silnice, silnice II. třídy, označována písmenem Ž a čtyřmi číslicemi
- L – z chorvatského lokalna cesta, místní/lokální silnice, nejnižší klasifikace silnice, označována písmenem L a pěti číslicemi

Taktéž číslování státních silnic se řídí podle pravidel:
- 0-99 – obvyklé státní silnice
- 100-199 – silnice na ostrovech, popř. spojující ostrovy s pevninou
- 200-299 – silnice u hraničních přechodů
- 300-399 – silnice sloužící ke spojení měst a sídel s většími silnicemi či dálnicemi, které je míjejí
- 400-499 – silnice u přístavů, trajektových přístavů a letišť
- 500-599 – různé silnice, ve většině případů vycházející z dálničních exitů nebo nové silnice

## Státní silnice (državna cesta)
Zde je seznam všech hlavních silnic v Chorvatsku.
| Označení | Značka | Délka   | Průběh |
| -------- | ------ | ------- | --- |
| D1       |        | 421 km  | Donji Macelj, Đurmanec, Podgora Krapinska, Doliće, Krapina, Mihaljekov Jarek, Polje Krapinsko, Velika Ves, Lepajci, Galovec Začretski, Švaljkovec, Ciglenica Zagorska, Mirkovec, Brezova, Grdenci, Hum Zabočki, Zabok, Pavlovec Zabočki, Zaprešić, Lučko, Gornji Stupnik, Rakov Potok, Pavučnjak, Klinča Sela, Goli Vrh, Donji Desinec, Gornji Desinec, Jastrebarsko, Novaki Petrovinski, Izimje, Čeglje, Draganić, Karlovac, Cerovac Vukmanićki, Tušilović, Brezova Glava, Pavković Selo, Brebornica, Veljun, Blagaj, Pavlovac, Donje Taborište, Rastoke, Slunj, Podmelnica, Novo Selo, Slunjčica, Broćanac, Ćuić Brdo, Oštarski Stanovi, Rakovica, Grabovac, Plitvička Jezera, Jezerce, Rudanovac, Vranovača, Korenica, Gradina Korenička, Bjelopolje, Pećane, Jošan, Bruvno, Deringaj, Gračac, Vučipolje, Otrić, Zrmanja Vrelo, Pađene, Knin, Kovačić, Kijevo, Vrlika, Podosoje, Maljkovo, Hrvace, Karakašica, Sinj, Brnaze, Prisoje, Dugopolje, Klis, Mravince, Split |
| D2       |        | 348 km  | Dubrava Križovljanska, Veliki Lovrečan, Brezje Dravsko, Kolarovec, Babinec, Cestica, Križovljan Radečki, Radovec, Gornje Vratno, Petrijanec, Majerje, Sračinec, Hrašćica, Varaždin, Trnovec Bartolovečki, Bartolovec, Štefanec, Šemovec, Zamlaka, Vrbanovec, Sudovčina, Donji Martijanec, Križovljan, Poljanec, Ludbreg, Globočec Ludbreški, Čukovec, Bolfan, Cvetkovec, Subotica Podravska, Kunovec Breg, Koprivnica, Štaglinec, Glogovac, Borovljani, Vlaislav, Novigrad Podravski, Virje, Đurđevac, Budančevica, Kloštar Podravski, Kladare, Pitomača, Stari Gradac, Lozan, Špišić Bukovica, Korija, Virovitica, Čemernica, Suhopolje, Cabuna, Donji Meljani, Sladojevci, Slatina, Kozice, Nova Bukovica, Mikleuš, Čačinci, Orahovica, Feričanci, Donja Motičina, Martin, Našice, Jelisavac, Breznica Našička, Niza, Koška, Normanci, Topoline, Cret Bizovački, Bizovac, Samatovci, Osijek, Klisa, Trpinja, Vukovar, Sotin, Opatovac, Mohovo, Šarengrad, Ilok |
| D3       |        | 218 km  | Hodošan, Sveti Juraj u Trnju, Donji Pustakovec, Palovec, Mala Subotica, Štefanec, Čakovec, Strahoninec, Nedelišće, Pušćine, Gornji Kuršanec, Varaždin, Turčin, Križanec, Lužan Biskupečki, Presečno, Novi Marof, Grana, Možđenec, Breznički Hum, Jarek Bisaški, Podvorec, Mirkovec Breznički, Dubovec Bisaški, Komin, Filipovići, Hrastje, Črečan, Pretoki, Sveti Ivan Zelina, Blaževdol, Donja Zelina, Goričica, Lužan, Belovar, Žerjavinec, Soblinec, Lučko, Gornji Stupnik, Rakov Potok, Pavučnjak, Klinča Sela, Goli Vrh, Donji Desinec, Gornji Desinec, Jastrebarsko, Novaki Petrovinski, Izimje, Čeglje, Draganić, Karlovac, Gornje Mrzlo Polje Mrežničko, Duga Resa, Petrakovo Brdo, Lišnica, Dubravci, Jarče Polje, Vukova Gorica, Glavica, Johi, Bosanci, Zdihovo, Rim, Klanac, Damalj, Severin na Kupi, Močile, Nadvučnik, Stubica, Hajdine, Presika, Vučinići, Dokmanovići, Nikšići, Vukelići, Bunjevci, Tomići, Donja Dobra, Gornja Dobra, Skrad, Podstena, Kupjak, Zalesina, Dedin, Delnice, Sleme, Soboli, Čavle, Buzdohanj, Rijeka                                                                                |
| D5       |        | 123 km  | Zrinj Lukački, Terezino Polje, Gornje Bazje, Kapela Dvor, Turanovac, Lukač, Virovitica, Lončarica, Velika Dapčevica, Grubišno Polje, Mali Zdenci, Končanica, Donji Daruvar, Daruvar, Doljani, Kip, Badljevina, Omanovac, Pakrac, Lipik, Donji Čaglić, Bjelanovac, Bijela Stijena, Trnakovac, Benkovac, Cage, Okučani, Dubovac, Novi Varoš, Stara Gradiška |
| D6       |        | 135 km  | Jurovski Brod, Bubnjarački Brod, Žakanje, Ribnik, Veselići, Griče, Netretić, Brajakovo Brdo, Donje Stative, Karlovac, Cerovac Vukmanički, Tušilović, Brezova Glava, Pavković Selo, Krnjak, Grabovac Vojnićki, Vojnić, Vojišnica, Crevarska Strana, Vrginmost, Donja Čemernica, Šatornja, Glina, Maja, Dragotina, Donji Žirovac, Komora, Gvozdansko, Trgovi, Grmušani, Vanići, Dvor, Matijevići |
| D7       |        | 115 km  | Kneževo, Branjin Vrh, Beli Manastir, Kozarac, Čeminac, Švajcarnica, Višnjevac, Osijek, Čepin, Vuka, Široko Polje, Kuševac, Đakovo, Piškorevci, Strizivojna, Vrpolje, Velika Kopanica, Sikirevci, Kruševica, Slavonski Šamac |
| D8       |        | 644 km  | Pasjak, Šapljane, Permani, Mučići, Jurdani, Jušići, Kastav, Matulji, Rijeka, Kostrena, Bakar, Bakarac, Kraljevica, Šmrika, Dramalj, Crikvenica, Selce, Novi Vinodolski, Povile, Sibinj Krmpotski, Bunica, Sveta Jelena, Pijavica, Senj, Sveti Juraj, Klada, Prizna, Cesarica, Karlobag, Lukovo Šugarje, Barić Draga, Tribanj, Starigrad, Seline, Posedarje, Poličnik, Murvica, Zadar, Bibinje, Sukošan, Sveti Petar na Moru, Turanj, Sveti Filip i Jakov, Biograd na Moru, Pakoštane, Drage, Pirovac, Šibenik, Brodarica, Žaborić, Grebaštica, Primošten, Podorljak, Svinca, Marina, Poljica, Seget Vranjica, Seget Donji, Trogir, Kaštela, Solin, Split, Stobreč, Podstrana, Jesenice, Dugi Rat, Duće, Omiš, Stanići, Čelina, Mimice, Marušići, Pisak, Brela, Baška Voda, Promajna, Krvavica, Makarska, Tučepi, Podgora, Drašnice, Živogošće, Drvenik, Zaostrog, Podaca, Brist, Gradac, Baćina, Šarić Struga, Opuzen, Raba, Duboka, Klek, Doli, Banići, Kručica, Slano, Brsečine, Trsteno, Orašac, Zaton, Lozica, Dubrovník, Čibača, Kupari, Brašina, Srebreno, Mlini, Zavrelje, Soline, Plat, Zvekovica, Močići, Čilipi, Gruda |
| D9       |        | 11 km   | Opuzen, Krvavac II, Metković |
| D10      |        | 35 km   | Rychlostní silnice: Sveta Helena, Vrbovec, Križevci |
| D12      |        | 11 km   | Rychlostní silnice: Grabrić, Cugovec, Zvonik |
| D14      |        | 17 km   | Rychlostní silnice: Bračak, Bedekovčina, Zlatar Bistrica |
| D20      |        | 50 km   | Čakovec, Sveti Križ, Prelog, Cirkovljan, Draškovec, Donji Mihaljevec, Sveta Marija, Donji Vidovec, Donja Dubrava, Đelekovec, Torčec, Drnje |
| D22      |        | 43 km   | Novi Marof, Sudovec, Gornja Rijeka, Dropkovec, Štrigovec, Vukovec, Finčevec, Sveti Petar Orehovec, Guščerovec, Križevci, Cubinec, Bukovje Križevačko, Sveti Ivan Žabno |
| D23      |        | 104 km  | Duga Resa, Mrežničke Poljice, Mrežničko Dvorište, Belavići, Venac Mrežnički, Donji Zvečaj, Zvečaj, Gornji Zvečaj, Generalski Stol, Donje Dubrave, Potok Tounjski, Zdenac, Skradnik, Josipdol, Munjava, Modruš, Jezerane, Križpolje, Brinje, Prokike, Žuta Lokva, Melnice, Senjska Draga, Senj |
| D24      |        | 60 km   | Lug Zabočki, Hum Zabočki, Dubrava Zabočka, Špičkovina, Bedekovčina, Lug Poznanovečki, Poznanovec, Lovrečan, Zlatar Bistrica, Veleškovec, Lipovec, Turnišće, Donja Konjščina, Konjščina, Jelovec, Galovec, Krapina Selo, Budinščina, Gornji Kraljevec, Jelenščak, Madžarevo, Novi Marof, Grana, Možđenec, Ljubešćica, Kapela Kalnička, Boričevec Toplički, Varaždinske Toplice, Tuhovec, Svibovec, Jalševec Svibovečki, Leskovec Toplički, Slanje, Hrastovsko, Ludbreg |
| D25      |        | 84 km   | Korenica, Kalebovac, Vrpile, Bunić, Široka Kula, Lički Osik, Budak, Gospić, Kaniža Gospićka, Podoštra, Novoselo Trnovačko, Brušane, Baške Oštarije, Sušanj Cesarički, Vidovac Cesarički, Karlobag |
| D26      |        | 89 km   | Vrbovec, Savska Cesta, Naselje Stjepana Radića, Konak, Koritna, Ladina, Dubrava, Zgališće, Podlužan, Bađinec, Svinjarec, Gornji Dragičevci, Donji Dragičevci, Cerina, Dereza, Čazma, Grabovnica, Vučani, Donji Miklouš, Šimljanik, Gornja Garešnica, Veliki Prokop, Veliki Pašijan, Garešnički Brestovac, Garešnica, Hrastovac, Uljanik, Blagorodovac, Dežanovac, Ivanovo Polje, Gornji Daruvar, Daruvar |
| D27      |        | 97 km   | Gračac, Zaton Obrovački, Obrovac, Gornji Karin, Donji Karin, Benkovačko Selo, Benkovac, Šopot, Podlug, Miranje, Gornje Ceranje, Pristeg, Budak, Stankovci, Velim, Crljenik, Grabovci, Zaton, Vodice |
| D28      |        | 81 km   | Luka, Martinska Ves, Vrbovec, Gradečki Pavlovec, Gradec, Cugovec, Haganj, Škrinjari, Sveti Ivan Žabno, Kuštani, Markovac Križevački, Rovišće, Žabjak, Predavac, Bjelovar, Novoseljani, Ždralovi, Prespa, Patkovac, Severin, Bulinac, Drljanovac, Veliki Grđevac, Pavlovac, Veliki Zdenci |
| D29      |        | 50 km   | Novi Golubovec, Velika Petrovagorska, Peršaves, Mače, Zlatar, Zlatar Bistrica, Tugonica, Marija Bistrica, Podgorje Bistričko, Laz Bistrički, Laz Stubički, Kašina, Paruževina, Soblinec |
| D30      |        | 80 km   | Záhřeb, Velika Kosnica, Selnica Šćitarjevska, Črnkovec, Bapča, Kobilić, Velika Gorica, Staro Čiče, Vukovina, Buševec, Ogulinec, Donji Vukojevac, Pešćenica, Lekenik, Dužica, Žažina, Petrovec, Mala Gorica, Brest Pokupski, Novo Selište, Petrinja, Donja Budičina, Moštarnica, Blinja, Bijelnik, Knezovljani, Umetić, Prevršac, Donji Kukuruzari, Panjani, Hrvatska Kostajnica |
| D31      |        | 56 km   | Velika Gorica, Mala Buna, Velika Buna, Kravarsko, Gornji Hruševec, Opatija, Šestak Brdo, Cvetnić Brdo, Pokupsko, Slatina Pokupska, Donje Taborište, Gornje Taborište, Velika Solina, Gornji Viduševac, Glina |
| D32      |        | 50 km   | Prezid, Kozji Vrh, Gorači, Parg, Makov Hrib, Tršće, Prhci, Smrečje, Mali Lug, Gerovo, Gerovski Kraj, Malo Selo, Crni Lug, Delnice |
| D33      |        | 73 km   | Strmica, Vrpolje, Kninsko Polje, Knin, Vrbnik, Zvjerinac, Uzdolje, Tepljuh, Siverić, Badanj, Drniš, Konjevrate, Šibenik |
| D34      |        | 79 km   | Slatina, Medinci, Novi Senkovac, Vraneševci, Starin, Šaševo, Čađavica, Čađavički Lug, Gezinci, Podravska Moslavina, Donji Miholjac, Sveti Đurađ, Podgajci Podravski, Črnkovci, Veliškovci, Kitišanci, Belišće, Valpovo, Šag, Petrijevci, Josipovac, Osijek |
| D35      |        | 46 km   | Varaždin, Nedeljanec, Cargovec, Papinec, Šijanec, Vidovec, Jurketinec, Greda, Cerje Nebojse, Ivanečko Naselje, Ivanec, Lančić, Kaniža, Lepoglava, Očura, Očura, Novi Golubovec, Kuzminec, Mihovljan, Gornja Šemnica, Donja Šemnica, Švaljkovec |
| D36      |        | 108 km  | Karlovac, Rečica, Luka Pokupska, Zamršje, Blatnica Pokupska, Koritinja, Šišljavić, Donja Kupčina, Pisarovina, Gradec Pokupski, Lijevo Sredičko, Cerje Pokupsko, Pokupsko, Stari Farkašić, Stari Brod, Letovanić, Žažina, Sela, Stupno, Odra Sisačka, Sisak, Budaševo, Novo Selo Palanječko, Stružec, Potok, Popovača |
| D37      |        | 34 km   | Glina, Prekopa, Kihalac, Marinbrod, Graberje, Gora, Župić, Novo Selište, Petrinja, Mošćenica, Novo Pračno, Sisak |
| D38      |        | 121 km  | Pakrac, Kusonje, Dragović, Španovica, Bučje, Glavica, Mijači, Kamenska, Orljavac, Kujnik, Pasikovci, Deževci, Pavlovci, Boričevci, Vilić Selo, Brestovac, Nurkovac, Završje, Požega, Vidovci, Dervišaga, Kuzmica, Srednje Selo, Viškovci, Blacko, Vesela, Pleternica, Resnik, Svilna, Buk, Kalenić, Djedina Rijeka, Ruševo, Sovski Dol, Paka, Slobodna Vlast, Levanjska Varoš, Majar, Kondrić, Selci Đakovački, Đakovo |
| D39      |        | 37 km   | Aržano, Svib, Šestanovac, Zadvarje, Gornja Brela |
| D40      |        | 3,1 km  | Spojuje město Bakar s dálnicí A7 |
| D41      |        | 58 km   | Gola, Gotalovo, Botovo, Drnje, Peteranec, Koprivnica, Reka, Velika Mučna, Sokolovac, Mali Grabičani, Lepavina, Carevdar, Majurec, Križevci, Karane, Gornja Brckovčina, Donja Brckovčina, Bojnikovec, Mali Raven, Veliki Raven, Gornji Tkalec, Graberšćak, Donji Tkalec, Gostović, Kućari, Banovo, Vrbovečki Pavlovec, Vrbovec, Martinska Ves, Luka, Greda, Lonjica, Brckovljani, Gračec, Prikraj, Božjakovina, Lukarišće, Kozinščak, Dugo Selo, Kopčevec, Sesvete |
| D42      |        | 90 km   | Vrbovsko, Hambarište, Gomirje, Ljubošina, Hreljin Ogulinski, Sveti Petar, Ogulin, Otok Oštarijski, Oštarije, Josipdol, Munjava, Vojnovac, Pothum Plaščanski, Međeđak, Plaški, Lapat, Jezero, Begovac, Lička Jesenica, Saborsko, Sertić Poljana, Poljanak |
| D43      |        | 78 km   | Đurđevac, Šemovci, Hampovica, Rakitnica, Nova Diklenica, Ćurlovac, Kupinovac, Letičani, Trojstveni Markovac, Bjelovar, Veliko Korenovo, Narta, Štefanje, Daskatica, Vagovina, Gornji Draganec, Čazma, Bosiljevo, Općevac, Palančani, Dapci, Sovari, Šumećani, Graberje Ivanićko, Caginec, Prkos Ivanićki, Ivanić Grad, Donji Šarampov |
| D44      |        | 51 km   | Nova Vas, Nardući, Buzet, Sveti Ivan, Selca, Čiritež, Roč, Ročko Polje, Lupoglav |
| D45      |        | 44 km   | Veliki Zdenci, Hercegovac, Palešnik, Zdenčac, Garešnički Brestovac, Garešnica, Kapelica, Rogoža, Stupovača, Brinjani, Šartovac, Kutina |
| D46      |        | 73 km   | Đakovo, Budrovci, Đurđanci, Stari Mikanovci, Novi Mikanovci, Vođinci, Ivankovo, Vinkovci, Mirkovci, Stari Jankovci, Srijemske Laze, Slakovci, Orolik, Banovci, Ilača, Tovarnik |
| D47      |        | 95 km   | Lipik, Dobrovac, Jagma, Korita, Bair, Brestača, Novska, Bročice, Jasenovac, Uštica, Tanac, Hrvatska Dubica, Slabinja, Hrvatska Kostajnica, Volinja, Kuljani, Kozibrod, Divuša, Golubovac Divuški, Unčani, Struga Banska, Zamlača, Dvor |
| D48      |        | 21 km   | Baderna, Banki, Jakovici, Tinjan, Vela Traba, Beram, Pazin, Lovrin |
| D49      |        | 19 km   | Pleternica, Bresnica, Sulkovci, Poloje, Komorica, Ratkovica, Dragovci, Batrina, Lužani |
| D50      |        | 104 km  | Žuta Lokva, Rapain Klanac, Brlog, Kompolje, Otočac, Čovići, Ličko Lešće, Kvarte, Perušić, Lički Osik, Budak, Gospić, Novoselo Bilajsko, Lički Ribnik, Medak, Drenovac Radučki, Ličko Cerje, Ričice, Štikada, Gračac |
| D51      |        | 50 km   | Požega, Eminovci, Svetinja, Jakšić, Radnovac, Rajsavac, Cerovac, Šumanovci, Bjeliševac, Ferovac, Kula, Bektež, Vukojevica |
| D52      |        | 41 km   | Otočac, Prozor, Zalužnica, Vrhovine, Gornji Babin Potok, Homoljac, Vrelo Koreničko |
| D53      |        | 92 km   | Donji Miholjac, Rakitovica, Miholjački Poreč, Magadenovac, Beničanci, Malinovac, Klokočevci, Velimirovac, Našice, Zoljan, Gradac Našički, Vukojevica, Milanlug, Čaglin, Migalovci, Ruševo, Gornji Slatinik, Podcrkavlje, Grabarje, Rastušje, Podvinje, Slavonski Brod |
| D54      |        | 14 km   | Maslenica, Jasenice, Zaton Obrovački |
| D55      |        | 49 km   | Borovo, Vukovar, Bršadin, Nuštar, Vinkovci, Gradište, Županja |
| D56      |        | 123 km  | Islam Latinski, Islam Grčki, Donji Kašić, Smilčić, Donje Biljane, Benkovac, Bulić, Žažvić, Vaćani, Skradinsko Polje, Skradin, Konjevrate, Drniš, Kričke, Ružić, Ramljane, Donje Postinje, Gornje Postinje, Donji Muć, Gornji Muć, Prugovo, Konjsko, Klis |
| D57      |        | 36 km   | Vukovar, Negoslavci, Orolik, Đeletovci, Nijemci, Podgrađe, Apševci, Lipovac |
| D58      |        | 43 km   | Šibenik, Donje Polje, Vrpolje, Podine, Boraja, Ljubitovica, Prapatnica, Seget Gornji, Seget Donji |
| D59      |        | 54 km   | Knin, Radučić, Kistanje, Đevrske, Žažvić, Krković, Lađevci, Čista Mala, Putičanje, Dazlina, Dubrava kod Tisna |
| D60      |        | 66 km   | Sinj, Brnaze, Turjaci, Košute, Trilj, Čaporice, Ugljane, Biorine, Cista Provo, Lovreć, Krivodol, Grubine, Imotski, Medvidovića Draga |
| D62      |        | 89 km   | Šestanovac, Grabovac, Zagvozd, Župa, Rašćane, Kozica, Dragljane, Ravča, Vrgorac, Podprolog, Veliki Prolog, Mali Prolog, Pozla Gora, Nova Sela, Podrujnica, Momići, Matijevići, Kula Norinska, Metković |
| D64      |        | 27 km   | Pazin, Lindarski Križ, Gračišće, Pićan, Potpićan, Veljaki, Blaškovići, Kršan, Vozilići |
| D66      |        | 90 km   | Matulji, Pobri, Opatija, Ičići, Ika, Lovran, Medveja, Donji Kraj, Mošćenička Draga, Brseč, Zagore, Zagorje, Plomin, Vozilići, Stepčići, Štrmac, Labin, Krapan, Raša, Most-Raša, Barban, Kujići, Manjadvorci, Prodol, Marčana, Loborika, Pula |
| D69      |        | 51 km   | Slatina, Ćeralije, Bokane, Macute, Voćin, Novo Zvečevo, Kamenski Vučjak, Striježevica, Kamenska |
| D70      |        | 22 km   | Omiš, Naklice, Zakučac, Gata, Čišla, Ostrvica, Zvečanje, Seoca, Blato na Cetini, Katuni, Šestanovac |
| D72      |        | 3 km    | Silnice v centru města Slavonski Brod, její součástí jsou ulice Josipa Rimca, Petra Svačića a Nikole Zrinskog |
| D74      |        | 22 km   | Đurmanec, Podgora Krapinska, Žutnica, Gornje Jesenje, Cerje Jesenjsko, Šaša, Mali Gorenec, Bednja, Benkovec, Rinkovec, Muričevec, Lepoglava |
| D75      |        | 102 km  | Plovanija, Valica, Savudrija, Bašanija, Zambratija, Katoro, Monterol, Umag, Đuba, Križine, Lovrečica, Karigador, Dajla, Novigrad, Antenal, Tar, Frata, Vabriga, Stancija Vodopija, Poreč, Garbina, Funtana, Vrsar, Flengi, Gradina, Golaš, Bale, Vodnjan, Pula |
| D76      |        | 28 km   | Imotski, Grubine, Poljica, Zagvozd, Bast, Baška Voda |
| D77      |        | 33 km   | Pazin, Lovrin, Maršeti, Zabrežani, Jurići, Žminj, Brkići, Svetvinčenat, Bibići, Juršići, Vodnjan |
| D100     |        | 81 km   | Porozina, Dragozetići, Predošćica, Vodice, Cres, Loznati, Belej, Osor, Nerezine, Sveti Jakov, Ćunski, Mali Lošinj, Veli Lošinj (silnice na ostrovech Cres a Lošinj) |
| D101     |        | 11 km   | Silnice na ostrově Cres spojující město Cres s trajektovým přístavem ve vesnici Merag |
| D102     |        | 48 km   | Šmrika, Omišalj, Njivice, Maršići, Krk, Draga Bašćanska, Jurandvor, Baška (silnice spojující ostrov Krk s pevninou) |
| D103     |        | 2 km    | Spojuje letiště Rijeka s vesnicí Omišalj na ostrově Krk |
| D104     |        | 10 km   | Strilčići, Bajčići, Nenadići, Skrbčići (silnice na jihozápadě ostrova Krk) |
| D105     |        | 23 km   | Lopar, Supetarska Draga, Mundanije, Banjol, Barbat na Rabu (silnice na ostrově Rab) |
| D106     |        | 74 km   | Posedarje, Jovići, Ražanac, Rtina, Miškovići, Dinjiška, Stara Vas, Vrčići, Gorica, Pag, Šimuni, Kolan, Novalja, Caska (spojuje ostrov Pag s pevninou) |
| D109     |        | 44 km   | Veli Rat, Dragove, Brbinj, Savar, Luka, Žman, Zaglav, Sali (silnice na ostrově Dugi otok) |
| D110     |        | 42 km   | Ugljan, Lukoran, Sutomišćica, Poljana, Preko, Kali, Kukljica, Ždrelac, Banj, Dobropoljana, Neviđane, Mrljane, Pašman, Kraj, Tkon (silnice spojující ostrovy Ugljan a Pašman) |
| D111     |        | 18 km   | Maslinica, Donje Selo, Grohote, Gornje Selo, Stomorska (silnice na ostrově Šolta) |
| D112     |        | 2 km    | Silnice na ostrově Šolta, spojuje středisko ostrova Grohote s trajektovým přístavem ve vesnici Rogač |
| D113     |        | 39 km   | Supetar, Nerežišća, Pražnica, Gornji Humac, Selca, Sumartin (silnice na ostrově Brač) |
| D114     |        | 19 km   | Supetar, Mirca, Sutivan, Ložišća, Bobovišća, Milna (silnice na ostrově Brač) |
| D115     |        | 11 km   | Gornji Humac, Bol (silnice na ostrově Brač) |
| D116     |        | 82 km   | Hvar, Milna, Zaraće, Selca kod Starog Grada, Stari Grad, Jelsa, Humac, Poljica, Zastražišće, Gdinj, Bogomolje, Selca kod Bogomolja, Sućuraj (silnice na ostrově Hvar) |
| D117     |        | 20 km   | Vis, Plisko Polje, Dračevo Polje, Podšpilje, Podhumlje, Komiža (silnice na ostrově Vis) |
| D118     |        | 48 km   | Korčula, Žrnovo, Pupnat, Blato, Vela Luka (silnice na ostrově Korčula) |
| D119     |        | 10 km   | Uble, Zaklopatica, Lastovo (silnice na ostrově Lastovo) |
| D120     |        | 43 km   | Pomena, Goveđari, Polače, Babino Polje, Sobra, Prožura, Maranovići, Korita, Saplunara (silnice na ostrově Mljet) |
| D121     |        | 14 km   | Dubrava kod Tisna, Tisno, Jezera, Betina, Murter (silnice na ostrově Murter) |
| D122     |        | 5 km    | Šipanska Luka, Suđurađ (silnice na ostrově Šipan) |
| D123     |        | 1 km    | Silnice na ostrově Mljet spojující vesnici Sobra s trajektovým přístavem |
| D124     |        | 2 km    | Silnice na ostrově Dugi otok, spojující vesnici Brbinj s trajektovým přístavem |
| D125     |        | 1 km    | Silnice na ostrově Dugi otok, spojující vesnici Zaglav s trajektovým přístavem |
| D126     |        | 8 km    | Trogir, Mastrinka, Arbanija, Slatine (silnice na ostrově Čiovo) |
| D128     |        | 4 km    | Silnice na ostrově Žirje |
| D129     |        | 3 km    | Silnice tvořící jihozápadní část obchvatu vesnice Omišalj na severu ostrova Krk |
| D200     |        | 12 km   | Plovanija, Kaldanija, Buje |
| D201     |        | 7 km    | Črnica, Štrped, Buzet |
| D203     |        | 11 km   | Brod na Kupi, Krivac, Mala Lešnica, Donje Tihovo, Gornje Tihovo, Raskrižje Tihovo, Marija Trošt, Delnice |
| D204     |        | 6 km    | Pribanjci, Kasuni, Bosanci (opčina Bosiljevo) |
| D205     |        | 25 km   | Razvor, Kumrovec, Risvica, Mihanovićev Dol, Klanjec, Sveti Križ, Tuheljske Toplice, Dubrovčan, Jezero Klanječko, Gubaševo |
| D206     |        | 29 km   | Hum na Sutli, Lastine, Vrbišnica, Druškovec Humski, Kostelsko, Pregrada, Valentinovo, Slatina Svedruška, Preseka Petrovska, Benkovec Petrovski, Petrovsko, Tkalci, Krapina |
| D207     |        | 15 km   | Hum na Sutli, Klenovec Humski, Strmec Humski, Lupinjak, Hromec, Đurmanec |
| D208     |        | 7 km    | Trnovec, Gornji Hrašćan, Nedelišće |
| D209     |        | 17 km   | Mursko Središće, Štrukovec, Žiškovec, Slemenice, Mačkovec, Šenkovec, Čakovec |
| D210     |        | 24 km   | Gola, Ždala, Repaš, Molve, Virje |
| D211     |        | 2 km    | Spojuje vesnici Baranjsko Petrovo Selo s maďarským hraničním přechodem |
| D212     |        | 22 km   | Beli Manastir, Karanac, Kneževi Vinogradi, Suza, Zmajevac, Batina |
| D213     |        | 27 km   | Osijek, Sarvaš, Bijelo Brdo, Dalj, Erdut |
| D214     |        | 29 km   | Županja, Bošnjaci, Posavski Podgajci, Rajevo Selo, Gunja |
| D216     |        | 25 km   | Vojnić, Kolarić, Kupljensko, Miholjsko, Prisjeka, Krstinja, Donja Brusovača, Jagrovac, Maljevac |
| D217     |        | 16 km   | Grabovac, Irinovac, Drežnik Grad, Gornji Vaganac, Donji Vaganac, Rešetar, Ličko Petrovo Selo |
| D218     |        | 69 km   | Bruvno, Mazin, Dobroselo, Gornji Lapac, Gajine, Donji Lapac, Birovača, Kruge, Nebljusi |
| D219     |        | 32 km   | Sinj, Glavice, Gala, Obrovac Sinjski |
| D220     |        | 29 km   | Bisko, Čaporice, Trilj, Vedrine, Jabuka, Velić, Vrpolje, Kamensko |
| D222     |        | 1 km    | Malá silnice spojující vesnici Mali Prolog s bosenským hraničním přechodem Crveni Grm |
| D223     |        | 5 km    | Silnice spojující město Dubrovník s bosenským hraničním přechodem mezi vesnicemi Gornji Brgat-Ivanica |
| D224     |        | 34 km   | Mošćenica, Novo Pračno, Novo Selo, Klobučak, Gornje Komarevo, Donje Komarevo, Blinjski Kut, Kinjačka, Brđani Kosa, Brđani Cesta, Petrinjci, Sunja, Vedro Polje, Staza, Pobrđani, Čapljani, Jasenovčani, Papići, Kostreši Šaški, Slovinci, Šaš, Živaja, Gornji Cerovljani, Donji Cerovljani, Hrvatska Dubica |
| D225     |        | 15 km   | Zaprešić, Šibice, Brdovec, Prigorje Brdovečko, Donji Laduč, Gornji Laduč, Šenkovec, Harmica |
| D227     |        | 19 km   | Šenkovec, Brezje, Lopatinec, Vučetinec, Pleškovec, Dragoslavec, Prekopa, Železna Gora, Grabrovnik, Štrigova, Banfi |
| D228     |        | 30 km   | Jurovski Brod, Bubnjarački Brod, Donji Bukovac Žakanjski, Orljakovo, Kamanje, Ilovac, Goli Vrh Ozaljski, Ozalj, Lukšići Ozaljski, Soldatići, Slapno, Mali Erjavec, Gornje Pokupje, Mahićno, Donje Pokupje, Karlovac |
| D229     |        | 26 km   | Kumrovec, Razvor, Zagorska Sela, Plavić, Miljana, Poljana Sutlanska, Bratkovec, Harina Žlaka, Brezno Gora, Donje Brezno, Gornje Brezno, Zalug, Prišlin, Mali Tabor, Lastine, Hum na Sutli |
| D231     |        | 11 km   | Bregana, Klokočevec Samoborski, Lug Samoborski, Samobor, Sveta Nedelja, Bestovje |
| D232     |        | 66 km   | Sisak, Budaševo, Topolovac, Prelošćica, Lukavec Posavski, Gušće, Čigoč, Kratečko, Mužilovčica, Suvoj, Lonja, Trebež, Puska, Krapje, Drenov Bok, Jasenovac |
| D233     |        | 5 km    | Spojuje vesnice Hum na Sutli a Mali Tabor v Krapinsko-zagorské župě |
| D235     |        | 12 km   | Doli, Lisac, Čepikuće |
| D300     |        | 8 km    | Umag, Finida, Petrovija, Juricani, Materada, Kršete, Buje |
| D301     |        | 6 km    | Novigrad, Bužinija |
| D302     |        | 10 km   | Poreč, Vrvari, Kadumi, Buići, Žbandaj, Mičetići, Ladrovići, Bonaci |
| D303     |        | 14 km   | Rovinj, Rovinjsko Selo, Putini, Šorići, Matohanci, Brajkovići, Kurili, Okreti, Kanfanar |
| D304     |        | 7 km    | Rijeka, Kastav |
| D305     |        | 5 km    | Parg, Tropeti, Čabar |
| D306     |        | 30 km   | Zadar, Kožino, Petrčane, Zaton, Nin, Privlaka, Vir |
| D307     |        | 24 km   | Mokrice, Oroslavje, Stubičke Toplice, Donja Stubica, Gornja Stubica, Samci, Banšćica, Dobri Zdenci, Gusakovec, Hum Bistrički, Marija Bistrica |
| D310     |        | 4 km    | Jastrebarsko, Cvetković, Čabdin (spojuje město Jastrebarsko s dálnicí A1) |
| D312     |        | 2 km    | Malá silnice procházející centrem města Novska, tvoří ulici Zagrebačka ulica |
| D313     |        | 2 km    | Malá silnice ve městě Nova Gradiška |
| D314     |        | 3 km    | Malá silnice procházející centrem města Orahovica, tvoří ulici Ulica Vladimira Nazora |
| D315     |        | 3 km    | Malá silnice ve městě Trogir |
| D316     |        | 3 km    | Silnice spojující město Nova Gradiška s dálnicí A3 |
| D400     |        | 2 km    | Silnice v centru Puly, vedoucí ke trajektovému přístavu |
| D401     |        | 2 km    | Spojuje silnici D66 s letištěm Pula |
| D402     |        | 3 km    | Silnice ve vesnici Zagorje, vede na trajektový přístav Brestova-Porozina (Cres) |
| D403     |        | 3 km    | Malá silnice v centru Rijeky, zahrnuje ulice Viktora Cara Emina a Nikole Tesle |
| D404     |        | 4 km    | Silnice v centru Rijeky, vedoucí ke zdejšímu přístavu |
| D405     |        | 5 km    | Silnice ve vesnici Stinica, vede na trajektový přístav Stinica-Mišnjak (Rab) |
| D406     |        | 3 km    | Silnice ve vesnici Prizna, vede na trajektový přístav Prizna-Žigljen (Pag) |
| D407     |        | 4 km    | Silnice ve městě Zadar, vedoucí k jeho přístavu |
| D408     |        | 4 km    | Spojuje město Velika Gorica s letištěm Franjo Tuđmana |
| D409     |        | 3 km    | Prochází městem Kaštela a vesnicí Divulje, prochází okolo letiště Split |
| D410     |        | 4 km    | Prochází městem Split a vede k jeho přístavu |
| D411     |        | 2 km    | Prochází městem Makarska a vede k jeho přístavu |
| D412     |        | 0,3 km  | Prochází vesnicí Drvenik, vede k trajektovému přístavu Drvenik-Sućuraj (Hvar) |
| D413     |        | 1 km    | Prochází městem Ploče a vede k jeho přístavu |
| D414     |        | 65 km   | Zaton Doli, Mali Ston, Ston, Prapratno, Metohija, Boljenovići, Sparagovići, Zabrđe, Dubrava, Drače, Janjina, Popova Luka, Pijavičino, Potomje, Donja Banda, Stankovići, Orebić |
| D415     |        | 7 km    | Donja Banda, Oskorušno, Gornja Vrućica, Trpanj |
| D416     |        | 1 km    | Prochází vesnicí Prapratno, vede k trajektovému přístavu Prapratno-Sobra (Mljet) |
| D417     |        | 2 km    | Vede k říčnímu přístavu u řeky Drávy ve vesnici Nemetin blízko Osijeku |
| D418     |        | 3 km    | Vede z vesnice Klisa u Osijeku k letišti Klisa |
| D420     |        | 3 km    | Začíná ve vesnici Sustjepan, dále prochází městem Dubrovník a vede k přístavu Gruž |
| D421     |        | 4 km    | Most-Raša, Trget |
| D422     |        | 4 km    | Vede z vesnice Babindub k letišti Zadar |
| D423     |        | 6 km    | Prochází městem Slavonski Brod a vede k jeho přístavu na řece Sávě |
| D424     |        | 18 km   | Rychlostní silnice: Zemunik Gornji, Zemunik Donji, Babindub, Zadar |
| D425     |        | 10 km   | Rychlostní silnice: Plina Jezero, Šarić Struga, Rogotin, Ploče |
| D427     |        | 7 km    | Marčelji, Viškovo, Marinići, Rijeka |
| D429     |        | 14 km   | Selište Drežničko, Korana, Plitvička Jezera, Jezerce, Prijeboj |
| D430     |        | 2 km    | Spojuje vesnici Petina s letištěm Franjo Tuđmana |
| D431     |        | 0,4 km  | Drobná silnice ve městě Slavonski Brod vedoucí k sídlu zdejší strojírenské společnosti Đuro Đaković |
| D432     |        | 3,7 km  | Silnice na severu města Split, taktéž nazývaná jako Solinska ulica |
| D433     |        | 2,5 km  | Silnice na severu města Split, navazuje na silnici D432, zahrnuje část ulice Domovinskog rata a celou ulici Zagorski put |
| D434     |        | 0,6 km  | Krátká silnice mezi vesnicemi Mihaljekov Jarek a Bobovje, nacházejícími se jižně od města Krapina |
| D500     |        | 24 km   | Vranja, Boljunsko Polje, Šušnjevica, Kostrčani, Purgarija Čepić, Polje Čepić, Blaškovići, Kršan |
| D501     |        | 20 km   | Hreljin, Križišće, Šmrika, Jadranovo |
| D502     |        | 16 km   | Donji Karin, Pridraga, Smilčić, Zemunik Gornji, Zemunik Donji, Sukošan |
| D503     |        | 16 km   | Benkovac, Šopot, Zapužane, Gornja Jagodnja, Polača, Donja Jagodnja, Kakma, Biograd na Moru |
| D504     |        | 10 km   | Ličko Petrovo Selo, Zaklopača, Prijeboj |
| D507     |        | 16 km   | Bušin, Valentinovo, Benkovo, Čret, Lovreća Sela, Krapinske Toplice, Klokovec, Maturovec, Gregurovec, Jalšje, Jezero Klanječko |
| D510     |        | 3 km    | Spojuje vesnice Kaštel a Plovanija s hraničním přechodem do Slovinska |
| D512     |        | 31 km   | Makarska, Tučepi, Gornje Igrane, Duge Njive, Kljenak, Ravča |
| D514     |        | 3 km    | Spojuje město Slavonski Brod s exitem 15 na dálnici A3 |
| D515     |        | 31 km   | Našice, Markovac Našički, Vukojevci, Stipanovci, Podgorač, Razbojište, Bračevci, Potnjani, Kućanci Đakovački, Satnica Đakovačka, Đakovo |
| D516     |        | 14 km   | Pločice, Đurinići, Vitaljina |
| D517     |        | 27 km   | Beli Manastir, Širine, Petlovac, Baranjsko Petrovo Selo, Bistrinci, Belišće |
| D518     |        | 33 km   | Osijek, Brijest, Antunovac, Divoš, Ernestinovo, Laslovo, Ada, Podrinje, Markušica, Gaboš, Jarmina, Vinkovci |
| D519     |        | 16 km   | Dalj, Borovo, Vukovar |
| D520     |        | 8 km    | Babina Greda, Slavonski Šamac |
| D522     |        | 13 km   | Rychlostní silnice: Udbina, Kurjak, Gornja Ploča, Kik |
| D525     |        | 26 km   | Pleternica, Frkljevci, Kadanovci, Bilice, Grižići, Krajačići, Gornji Andrijevci, Sibinj, Završje, Bartolovci, Slobodnica, Slavonski Brod |
| D526     |        | 1 km    | Spojuje město Varaždinske Toplice s exitem 5 na dálnici A4 |
| D528     |        | 2 km    | Rychlostní silnice: Spojuje město Varaždin/vesnici Turčin s exitem 4 na dálnici A4 |
| D530     |        | 2 km    | Spojuje vesnici Zamlaka s exitem 3 na dálnici A4 |
| D534     |        | 2 km    | Spojuje vesnici Budak s exitem 23 na dálnici A1 |
| D535     |        | 1 km    | Spojuje vesnici Ravča s exitem 30 na dálnici A1 |
| D536     |        | 1 km    | Spojuje vesnici Buševec s exitem 5 na dálnici A11 |
| D537     |        | 22 km   | Slakovci, Otok |
| D538     |        | 13 km   | Brezik, Virovitica, Lipovac, Suhopolje |
| D539     |        | 14 km   | Islam Latinski, Islam Grčki, Donji Kašić, Smilčić, Donje Biljane |
| D540     |        | 15 km   | Konjščina, Jertovec, Beloslavec, Bosna, Bedenica, Novakovec, Komin |
| D541     |        | 6 km    | Novigrad na Dobri, Culibrki, Veliki Modruš Potok, Netretić |
| D542     |        | 4 km    | Išišće, Kloštar |
| D543     |        | 2 km    | Klinča Sela, Donja Zdenčina |
| D544     |        | 17 km   | Farkaševac, Bolč, Rajić, Prgomelje, Gudovac, Bjelovar |
| D545     |        | 5 km    | Silnice v Karlovaci, zahrnuje most přes řeku Kupu Grada Alessandrije, ulice Alfreda Krupe, Slivija Strahimira Kranjčevića a Lušćić |
| D546     |        | 60,4 km | Bregana, Slovenska vas (Slovinsko), Grdanjci, Stojdraga, Poklek, Novo Selo Žumberačko, Osredek Žumberački, Bratelji, Budinjak, Gornja Vas, Petričko Selo, Hartje, Željezno Žumberačko, Žamarija, Jurkovo Selo, Kostanjevac, Čunkova Draga, Medven Draga, Svrževo, Strmac Pribićki, Krašić, Brezarić, Brlenić, Vukšin Šipak, Guci Draganički, Draganić |
| D547     |        | 38,15   | Serpentinová horská silnice vedoucí z vesnic Lovinac a Sveti Rok do města Obrovac, taktéž nazývaná Majstorska cesta. Překonává pohoří Velebit a dosahuje až do nadmořské výšky 1 056 metrů nad mořem, přičemž silnice dosahuje jede přímo přes vrcholy hor Mali Alan (1 048 m), Kraljičina vrata (972 m) a Vrhprag (875 m). Serpentiny jsou až 4 km dlouhé. Pod silnicí vede tunel Sveti Rok na dálnici A1, jehož průjezd je značně jednodušší. U silnice se nachází několik horských samot, jako např. Rončević, Staro selo, Egeljac, Krč, Nekić, Jurkovića vrti, Podprag, Marune (podle osady pojmenována odpočívka Marune na dálnici A1) a Modrići. |
| D548     |        | 6,71    | Jihovýchodní obchvat města Bjelovar, prochází přes sídlo Trojstveni Markovac a čtvrti Radničko naselje, Mlinovac, Male Sredice a Velike Sredice |